# Lampyris orciluca
Lampyris orciluca là một loài bọ cánh cứng trong họ Đom đóm (Lampyridae). Loài này được Heer miêu tả khoa học năm 1865.